# Албер Фрер
Албер Фрер (на френски: Albert Frère) е валонски предприемач, смятан за най-богатия човек в Белгия. Основната част от капитала му е концентрирана в инвестиционния холдинг Национална портфейлна компания, който притежава различни дялове в множество предприятия.

## Биография
Албер Фрер е роден на 4 февруари 1926 година във Фонтен л'Евек близо до Шарлероа. Баща му е търговец на железария и самият той се включва в работата му от ранна възраст. Когато баща му умира през 1943 година Албер Фрер напуска училище и поема семейното предприятие. От средата на 50-те години той започва да инвестира в белгийските металургични заводи и към края на 70-те години на практика контролира цялата черна металургия в района на Шарлероа. Предвиждайки наближаващата криза в сектора, той слива предприятията си с конкурентната компания Кокрил, образувайки по този начин Кокрил-Самбр, след което продава дяловете си на държавата.
След изтеглянето си от металургичния сектор Албер Фрер изгражда инвестиционна империя, организирана около регистрираната в Швейцария холдингова компания Паржеза Холдинг. Тя е създадена от него в съдружие с канадския инвеститор Пол Демаре и с участието на френската банка Париба. През 1982 година Паржеза поглъща белгийската холдингова компания Груп Брюсел Ламбер, както и много белгийски компании от различни сектори, като Петрофина, Роаял Белж Енсюранс и Трактебел. Фрер активно се застъпва за международната консолидация на секторите, в които работи, продавайки Банк Брюсел Ламбер на Ай Ен Джи Груп, Роаял Белж на АКСА, Трактебел на Сюез и Петрофина на Тотал.
Албер Фрер е женен, има 3 деца. През 2002 г. получава титлата барон от крал Албер II.